# Інчукалнс
Інчукалнс (латис. Inčukalns) — поселення Інчукалнської волості Сігулдського краю, центр волості. Розташований біля залізниці Рига — Валка, в 40 км від центру Риги. Інчукалнс має адміністративні установи парафії, початкову школу, музичну школу, дитячий садок, будинок культури, бібліотеку, спортивний комплекс з басейном, муніципальну поліцію, швидку допомогу та добровільну пожежну дружину.
Автобуси Саулкрасти-Інчукалнс-Сігулда заходять в Інчукалнс, а поїзди лінії Рига-Сігулда зупиняються близько 10 разів на день у кожному напрямку.

## Історія
Село виникло на землі садиби Інчукална (Гінценберг) навколо напівсадиби Геніню. Поселення почало стрімко розвиватися після будівництва залізничної станції Інчукалнс (Гінценберг) у 1880-х роках. У 1925 році Інчукалнс отримав статус густонаселеного населеного пункту (села). За часів Латвійської РСР Інчукалнс був центром колгоспу. У 1957 році шляхом об'єднання лісництв було створено MRS.
Історія Інчукалнса коротко викладена в книзі «Інчукалнська мозаїка (помічник у місцевих дослідженнях)» (автори: Яніна Зандберга, Айга Вецкалне), виданій у 2001 році.

## Пам'ятки
Колишній мисливський замок Інчукалнса, садиба Гінценберг і парк Індрану, Інчукална Велнала, пам’ятник Карліс Зале «Sēroojāšā māte», Балтійський парк бонсай, Парк відпочинку Рамкальні та інші.

## Населення

### Зміни чисельності населення
В межах існуючих лімітів, за даними ЦСУ та ОСП.